# Gabriel von der schmerzhaften Muttergottes
Gabriel von der schmerzhaften Muttergottes CP (italienisch San Gabriele dell’Addolorata), gelegentlich auch Gabriel Possenti oder Gabriel von der schmerzensreichen Jungfrau genannt, Taufname Francesco (* 1. März 1838 in Assisi; † 27. Februar 1862 in Isola del Gran Sasso d’Italia), war ein italienischer Ordensmann. In der römisch-katholischen Kirche wird er seit 1920 als Heiliger verehrt.

## Leben

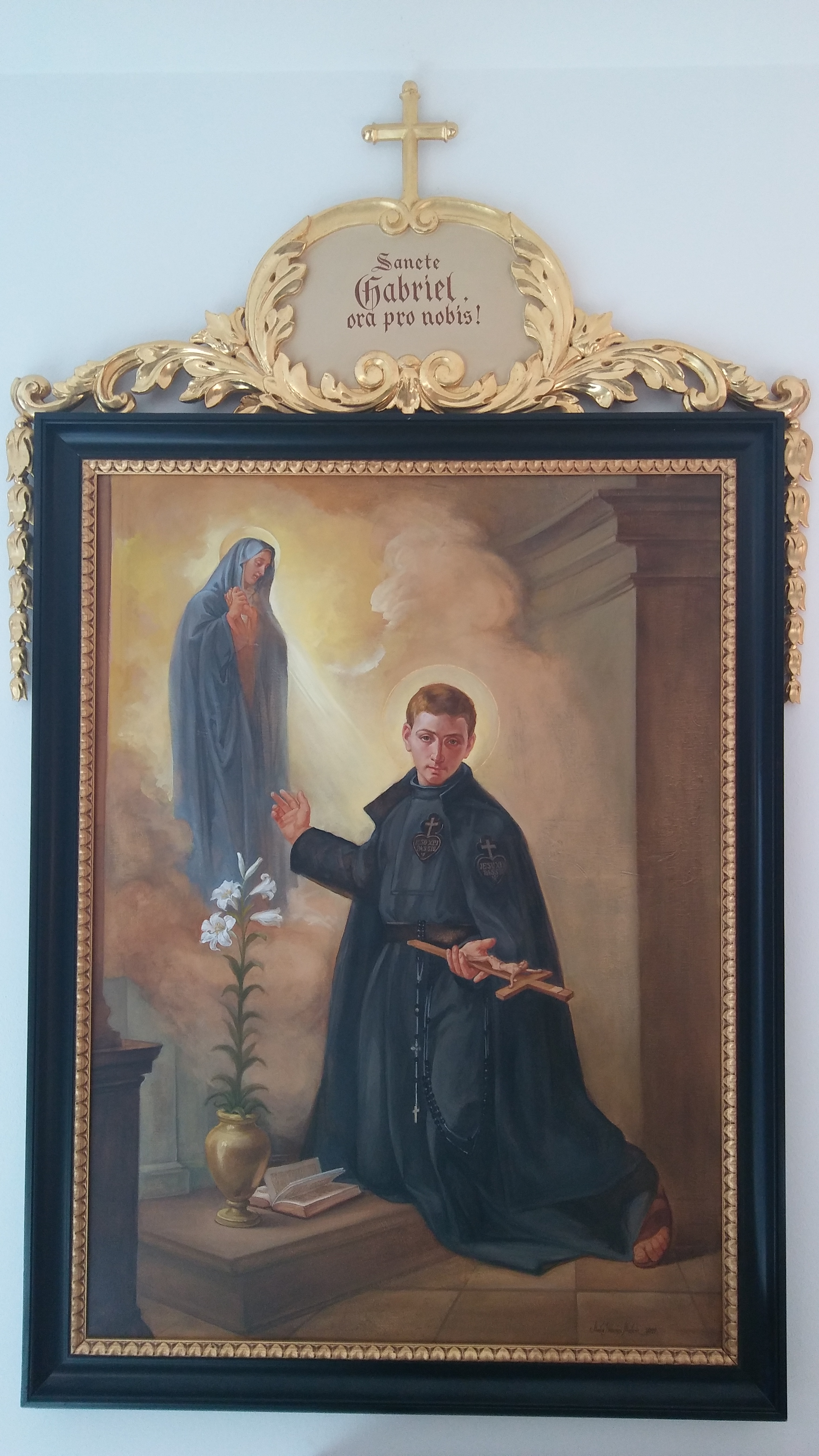
Gabriel von der schmerzhaften Muttergottes (Gemälde im Pfarrsaal von Völs am Schlern)

1838 als Kind einer einflussreichen Familie geboren, pflegte der junge Francesco Possenti einen lockeren Lebenswandel; 1856 änderte er sich aufgrund von familiären Schicksalsschlägen. Nach der Betrachtung einer Ikone der Muttergottes, die vom Bischof seiner Heimatstadt in einer Prozession an Possenti vorbeigetragen wurde, hatte dieser nach eigenen Angaben ein mystisches Erlebnis. Noch im selben Jahr trat er in den Orden der Passionisten ein. Dort nahm er den Ordensnamen Gabriel von der schmerzhaften Muttergottes an und studierte Philosophie und Theologie. Seine Lebensführung und seine Frömmigkeit galten als vorbildlich. Im Konvent von Isola am Gran Sasso d’Italia verbrachte Frater Gabriel die letzten zweieinhalb Jahre seines Lebens und starb am 27. Februar 1862 an Lungentuberkulose; er hatte die Priesterweihe noch nicht erhalten.

## Verehrung
Gabriel von der schmerzhaften Muttergottes wurde am 31. Mai 1908 von Papst Pius X. selig- und am 13. Mai 1920 von Papst Benedikt XV. heiliggesprochen. Sein Gedenktag in der Liturgie ist der 27. Februar. Er wird als Patron der Jugend, besonders der Theologiestudenten, angerufen.
Possenti ist die römische Titelkirche San Gabriele dell’Addolorata geweiht. Eine Reliquie des Heiligen wird in der Pfarrkirche St. Bonifatius in Selters (Westerwald) aufbewahrt und verehrt. Die 1921, ein Jahr nach seiner Heiligsprechung, am Río Marañón und dessen Nebenflüssen in Peru errichtete Apostolische Präfektur Yurimaguas, die den Passionisten anvertraut worden war, wählte ihn zu ihrem Patron. Sie hieß demgemäß Apostolische Präfektur San Gabriel de la Dolorosa del Marañón.